# Bambusa rigida
Bambusa rigida là một loài thực vật có hoa trong họ Hòa thảo. Loài này được Keng & Keng f. mô tả khoa học đầu tiên năm 1946.